# إغناثيو ريسو
إغناثيو ريسو (بالإسبانية: Ignacio Risso)‏ هو مدرب كرة قدم ولاعب كرة قدم أوروغواياني في مركز الهجوم، ولد في 8 أكتوبر 1977 في مونتيفيديو في الأوروغواي. لعب مع أبولون ليماسول وإل. دي. يو. كيتو وبونفيرادينا وديفينسور سبورتينغ وكيلمس وميرامار ميشنس ونادي دانوبيو ونادي لانوس.

## وصلات خارجية
- إغناثيو ريسو على موقع قاعدة بيانات كرة القدم.إي يو (الإنجليزية)
- إغناثيو ريسو على موقع Soccerway.com (الإنجليزية)
- إغناثيو ريسو على موقع عالم كرة القدم.نت (الإنجليزية)